# Khu chưa hợp nhất

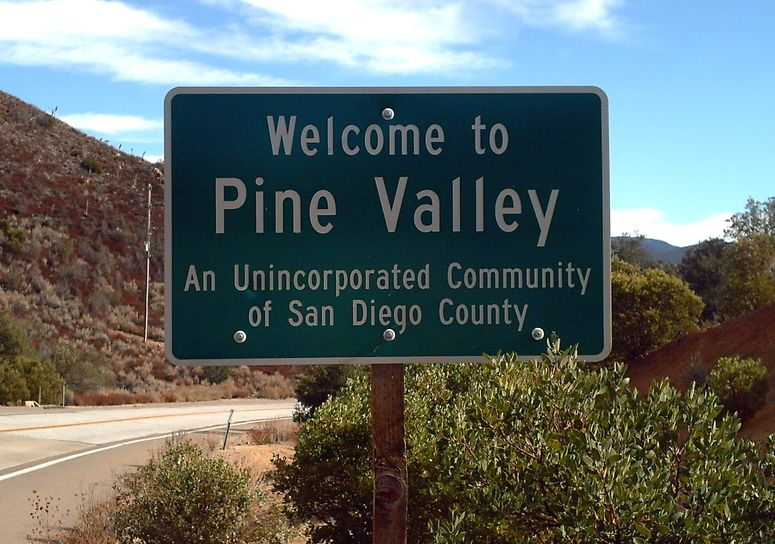
Bảng thông tin tại Pine Valley, California, Hoa Kỳ chỉ một cộng đồng chưa hợp nhất nằm ở đông bắc San Diego.

Theo luật, một khu chưa hợp nhất (tiếng Anh: unincorporated area) là một vùng đất không thuộc bất cứ một khu tự quản (có hội đồng đại diện). Để "hợp nhất" theo ý nghĩa này có nghĩa là lập nên một khu tự quản, ví dụ như một thành phố, xã hoặc thị trấn có chính quyền riêng của nó hoặc là bị sáp nhập vào một khu tự quản lân cận.
Như thế, một cộng đồng chưa hợp nhất thường không phải đóng thuế cho một chính quyền khu tự quản. Những vùng đất như thế thường được quản lý tự động như là một phần của một phân vùng lãnh thổ hành chính lớn hơn, ví dụ như một quận, tiểu bang, tỉnh bang, hay xứ. Mặc dù hiếm có nhưng vẫn có các thị trấn nhỏ vì khủng hoảng tài chính phải chịu giải thể và trở thành các khu chưa hợp nhất để nhận được các dịch vụ cung cấp bởi phân khu hành chính cao hơn.

## Úc
Tại Úc có các khu chưa hợp nhất lớn tại Lãnh thổ Bắc Úc với khoảng 9000 km đường sá trong các khu vực đó. Phần lớn Nam Úc nằm trong khu chưa hợp nhất có tên là "Outback Areas Community Development Trust". Vùng cận tây và phía bắc của New South Wales được gọi là Vùng Viễn Tây chưa hợp nhất (Unincorporated Far West Region) là nơi có dân cư thưa thớt và hiếm khi có cơ thành lập nên một hội đồng dân cử. Tuy nhiên một nhân viên dân sự từ thủ phủ tiểu bang sẽ điều hành các vấn đề cần thiết. Tiểu bang khác có các khu chưa hợp nhất là Victoria có đến hai khu chưa hợp nhất nhỏ tại Alpine Shire và một tại Shire of Mansfield.

## Canada
Tại Canada tùy theo tỉnh bang, một khu định cư chưa hợp nhất là nơi không có hội đồng thị trấn. Nó thường là nhưng không phải lúc nào cũng là một phần của chính quyền khu đô thị tự quản lớn hơn. Có thể có phạm vi từ một ấp nhỏ đến một khu đô thị lớn hơn. Ví dụ, Sherwood Park, một khu ngoại ô của thành phố Edmonton sẽ là một thành phố lớn thứ bảy của tỉnh bang Alberta nếu nó được hợp nhất thành một thành phố. Tuy nhiên nó vẫn duy trì đơn giản là một phần của khu đô thị tự quản đặc biệt của Quận Strathcona. Tương tự, Fort McMurray, Alberta không phải là một cộng đồng riêng biệt mà là một phần của Khu đô thị tự quản Vùng Wood Buffalo rộng lớn.

## Đức
Cho đến ngày 1 tháng 1 năm 2004, Đức có 244 (trong số đó có 215 nằm trong Bavaria) khu chưa hợp nhất không có người ở, được gọi là gemeindefreie Gebiete hay số ít là gemeindefreies Gebiet, không thuộc bất cứ một khu đô thị tự quản nào bao gồm phần lớn là các khu đất rừng.
Cũng có ba khu chưa hợp nhất có người (Osterheide và Lohheide ở Lower Saxony và Gutsbezirk Münsingen tại Baden-Württemberg).

## Hoa Kỳ
Tại Hoa Kỳ, các vùng chưa hợp nhất có chiều hướng hiếm thấy ở vùng New England và các tiểu bang miền Trung-Đại Tây Dương dân cư đông đúc, nhưng rất phổ biến tại các tiểu bang Trung Tây Hoa Kỳ, Tây Hoa Kỳ và Tây Nam Hoa Kỳ như California và Nevada, và tại các tiểu bang đông nam Hoa Kỳ như Florida, Bắc Carolina, Kentucky, và Tây Virginia. Không như đa số các tiểu bang khác, Maryland đặc biệt dành quyền tự quản khá nhiều cho các quận của mình, vì thế các trung tâm dân số có hàng chục ngàn dân— gồm có gần như tất cả vùng ngoại ô Baltimore — có ít động cơ quan tâm đến việc hợp nhất thành thành phố. Thật ra, có chỉ 156 khu đô thị hợp nhất tại Maryland, ít hơn nhiều so với đa số các tiểu bang đông dân tương tự. Hai quận là Howard và Baltimore không có đô thị tự quản hợp nhất nào.
Tiểu bang Michigan có chính sách khuyến khích hình thể xã (townships) và không khuyến khích hình thể thành phố. Tiểu bang Hawaii theo khái niệm hợp ý mình: tiểu bang không có các thành phố hợp nhất làm chính quyền dưới cấp quận (Thành phố và Quận Honolulu là "thành phố" duy nhất của tiểu bang) và tất cả các "thị trấn" của nó được điều hành ở cấp quận. Năm 2006, Quận Miami-Dade, Florida có 52% tổng dân số 2,2 triệu cư dân sống trong các khu chưa hợp nhất. Vùng đô thị Nam Florida có tổng số dân theo ước tính là 5.463.857 người trong đó có 1.671.398 sống trong các khu chưa hợp nhất.
Trong chính quyền địa phương của Hoa Kỳ, một cộng đồng chưa hợp nhất là một cụm từ chung để chỉ một khu vực địa lý có định dạng xã hội chung nhưng không có phúc lợi của một tổ chức đô thị tự quản hay danh xưng chính trị chính thức (Ví dụ được hợp nhất thành một thành phố hay thị trấn). Có nhiều loại chính cộng đồng chưa hợp nhất như sau:

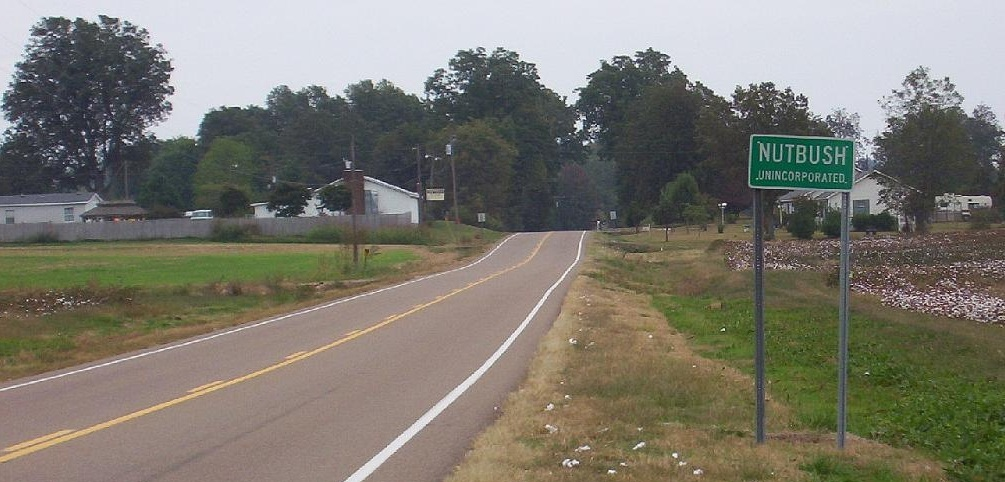
Nutbush, Tennessee, nơi lớn lên của ca sĩ Tina Turner, một cộng đồng chưa được hợp nhất năm 2007

- Một khu dân cư hoặc cộng đồng khác tồn tại bên trong một hoặc nằm gần một số các khu đã được hợp nhất sẵn có như các thành phố và thị trấn. Ví dụ, Clifton, Massachusetts nằm trên ranh giới giữa các thị trấn Swampscott và Marblehead. Tổng hành dinh của Công ty NIKE bị vây quanh hoàn toàn bởi thành phố Beaverton, Oregon.

- Một khu dân cư hoặc cộng đồng khác tồn tại bên ngoài một khu đô thị tự quản hợp nhất hoặc cách xa một khu đô thị lớn hơn. Ví dụ, xem Nutbush, Tennessee, Paradise, Michigan và Romance, Arkansas.

Tại tiểu bang New York, các cộng đồng chưa hợp nhất bên trong các thị trấn đôi khi được gọi là ấp (hamlet) mặc dù tiểu bang New York không công nhận ấp là một thực thể đô thị tự quản. Các thị trấn chính là các đô thị tự quản mà có thể chứa bên trong nó các làng. Tại Ohio, các vùng đất gọi là xã (Hoa Kỳ) thì được xem như là các khu chưa hợp nhất trong khi chỉ có các làng và thành phố được xem như là các khu hợp nhất.
Trong văn mạch nói về các vùng quốc hải Hoa Kỳ, từ "unincorporated" hay chưa hợp nhất có nghĩa là lãnh thổ chưa được chính thức được hợp nhất hay sáp nhập (không thể chia tách khỏi Hoa Kỳ sau khi hợp nhất hay sáp nhập) vào Hoa Kỳ. Các vùng quốc hải Hoa Kỳ chưa hợp nhất vì thế có thể bị bán đi hoặc bị chuyển giao cho một cường quốc khác hay ngược lại được phép độc lập khỏi Hoa Kỳ qua một cuộc trưng cầu dân ý. Tuy nhiên, các tình trạng nêu trên khó có thể xảy ra trong tương lai gần đối với 5 vùng quốc hải chính của Hoa Kỳ là Samoa thuộc Mỹ, Puerto Rico, Guam, Quần đảo Virgin thuộc Mỹ, hay Quần đảo Bắc Mariana.